# NOHD
NOHD (englisch Nominal Ocular Hazard Distance, deutsch nomineller Augen-Gefahrenabstand) ist ein Begriff aus der Lasersicherheit. Er bezeichnet bei divergenten Lasern den Abstand, bei dem der Messwert gleich dem Grenzwert ist, und kennzeichnet somit den Gefahrenbereich, innerhalb dessen bei direktem Blick in den Laserstrahl Gesundheitsschäden an den Augen zu befürchten sind.